# Nordstemmen (stacja kolejowa)
Nordstemmen – stacja kolejowa w Nordstemmen, w kraju związkowym Dolna Saksonia, w Niemczech. Znajdują się tu 4 perony.